# スペル (映画)
『スペル』（Drag Me to Hell）は、2009年のアメリカ合衆国のホラー映画。
監督はサム・ライミ、出演はアリソン・ローマンとジャスティン・ロングなど。
ローン返済に苦しむ老女から呪文（スペル）を浴びせられた若い女性銀行員が見舞われる恐怖体験を描いている。

## ストーリー
1969年、最強の霊能師サン・ディナの所に、ある家族が訪れ、首飾りを盗んでしまったことで取り憑いた悪魔（ラミア）の呪いから子供を救ってほしいと頼む。しかし除霊の途中、悪魔は暴走してしまい、やがて子供は地獄へと堕ちていってしまう。
それから40年後。銀行の窓口で融資を担当するクリスティン・ブラウンのもとに、ガーナッシュという老婆が訪れ、「家が差し押さえられると住むところがない」とローン支払いの延期を懇願する。一度はそれを受け入れようと支店長と相談したクリスティンだったが、老婆は既に2回もローン支払いを延長していることを聞かされ、仕方なく申請を却下することにする。しかし老婆は態度を急変させ、クリスティンにつかみかかろうとして警備員に取り押さえられる。その夜、帰宅すべく車に乗り込んだクリスティンに先ほどの老婆が突然襲いかかる。格闘の末、車外に追い出された老婆は、クリスティンのコートからボタンをちぎり、「ラミア」と呪文（スペル）を唱える。
それ以来、クリスティンは次々と起こる怪奇現象に苦しめられる。霊能師のラムによると、4日後にラミアという悪魔が現れ、クリスティンを地獄に引きずり込むと言う。クリスティンは最強の霊能師サン・ディナの力を借りてラミアを退治しようとするが、サン・ディナは力尽き、亡くなってしまう。
霊能師のラムはクリスティンに、呪いが込められたボタンを別の人間に譲ることで、ラミアの標的をその人間に変えられると教える。一計を案じ、クリスティンは死人にボタンを渡すことで呪いを回避しようとする。計画は成功し、平穏を取り戻したかに見えたが、些細なミスによって呪いが降りかかったクリスティンは地獄に堕ち、恋人のクレイが呪いの込められたボタンを手にしながら恐怖に怯える場面で物語は幕を閉じる。

## 登場人物
クリスティン・ブラウン
主人公。ウィルシャー・パシフィック銀行の窓口で融資担当を務める銀行員の女性。実家は農家で、昔は肥満体型だったことがコンプレックス。
ある時、窓口に訪れた老婆・ガーナッシュの不動産ローンの延長を一度は受け入れようとするが、支店長との相談と次長職への昇進を意識し、申し入れを断ることになる。しかし、それが原因でガーナッシュに呪いをかけられ、彼女による怪奇現象に苦しむことになる。

クレイ・ダルトン
クリスティンの恋人。心理学専攻の大学教授。裕福な家庭の育ちだが、母親からは結婚を反対されている。稀少なコインを集めるのが趣味。幽霊などの非科学的なものは信用していない現実主義者だが、ガーナッシュに呪われ、恐怖に怯えるクリスティンを心配し、彼女を優しく支える。

シルヴィア・ガーナッシュ
銀行でクリスティンの窓口に訪れた老婆。不動産ローンの支払い滞納で自宅を強制退去させられそうになるため、ローン支払いの延長をクリスティンに懇願するが、既に2回も延長していたために断られてしまう。プライドが高い性格ゆえ、ローン延長を断ったクリスティンに「恥をかかせた」と逆恨みし、彼女に呪いをかける。

## キャスト
| 役名                       | 俳優                     | 日本語吹替 |
| -------------------------- | ------------------------ | ---------- |
| クリスティン・ブラウン     | アリソン・ローマン       | 小島幸子   |
| クレイ・ダルトン           | ジャスティン・ロング     | 小野塚貴志 |
| シルヴィア・ガーナッシュ   | ローナ・レイヴァー       | 片岡富枝   |
| ラム・ジャス               | ディリープ・ラオ         | 最上嗣生   |
| ジム・ジャックス（支店長） | デヴィッド・ペイマー     | 星野充昭   |
| ショーン・サン・ディナ     | アドリアナ・バラッザ     | 滝沢ロコ   |
| スチュ・ルービン           | レジー・リー             | 小松史法   |
| トルーディ（クレイの母親） | モリー・チーク           |            |
| レナード（クレイの父親）   | チェルシー・ロス         | 上田燿司   |
| イレンカ・ガーナッシュ     | ボヤナ・ノヴァコヴィッチ |            |
| ミロシュ                   | ケヴィン・フォスター     |            |

## スタッフ
- 監督：サム・ライミ
- 視覚効果監修：ブルース・ジョーンズ
- 特殊メイク効果：グレゴリー・ニコテロ、ハワード・バーガー
- プロダクションデザイン：スティーヴ・サクラド
- 衣装：アイシス・マッセンデン

## 作品の評価
Rotten Tomatoesによれば、批評家の一致した見解は「サム・ライミは、恐ろしく、愉快で、楽しく滑稽なスリルを味わえる『スペル』で最高の状態に戻っている。」であり、269件の評論のうち高評価は92%にあたる248件で、平均点は10点満点中7.6点となっている。
Metacriticによれば、32件の評論のうち、高評価は30件、賛否混在は2件、低評価はなく、平均点は100点満点中83点となっている。